# Шкембе чорба
Шкембе чорба (на турски: işkembe çorbası; на македонска литературна норма: шкембе-чорба; на румънски: ciorbă de burtă; на сръбски: шкембић) е супа, често срещана в балканската кухня – българска, македонска, румънска, турска и сръбска. Приготвя се от добре сварено и нарязано на ситно телешко или агнешко шкембе. Добавят се подправки – чесън, оцет, лют червен пипер или люти чушки. Популярно е като средство срещу махмурлук.

## История
Шкембе чорбата вероятно се появява в Османската империя и от Константинопол се разпространява в голяма част от Балканския полуостров, където в края на XIX век се превръща във важен елемент на градската култура. Тя най-често се приготвя в специализирани евтини заведения за бързо хранене – шкембеджийници (işkembe salonu), които обикновено не предлагат друга храна, освен някои ястия от карантия.